# École Camondo
Pour les articles homonymes, voir Camondo.
L’école Camondo est un établissement privé d’enseignement supérieur en architecture d'intérieur et en design située boulevard Raspail, dans le 14e arrondissement de Paris. Elle est créée en 1944, sous l’appellation « Centre d’art et de techniques » (CAT), accueillie par l’Union centrale des arts décoratifs (UCAD) — qui deviendra le Musée des arts décoratifs (MAD) —, alors dirigée par François Carnot, dans les locaux de l’hôtel Nissim de Camondo, dont elle gardera le nom.

## Présentation
L’école privée d'enseignement supérieur est située boulevard Raspail, dans le 14e arrondissement de Paris. Elle accueille, alors en 2015, 330 étudiants en architecture d’intérieur et en design pendant 5 ans. L’école a notamment formé Pierre Paulin, Philippe Starck et Jean-Michel Wilmotte.

## Histoire
Elle est placée sous la présidence de Stéphane Boudin, directeur artistique de la maison Jansen, et de René Prou, ensemblier emblématique des années 1925, directeur artistique depuis 1928 de l’école de la rue Beethoven, l’école de jeunes filles de l’UCAD, dont sortit Charlotte Perriand à la fin des années 1920, et chef d’atelier à l’école nationale supérieure des arts décoratifs (ENSAD). 
Pierre Lardin, premier directeur pédagogique, est entouré d’ensembliers, souvent issus du corps professoral de l’ENSAD, pour enseigner la « décoration d’intérieurs style », avec, Léon Couvreur, Jacques Dumüys ou Claude Lieussou, et la « décoration d’intérieurs de style moderne » avec Maxime Old, Jacques Adnet ou Albert Cazes.
L’école a pour objet initial un cours de perfectionnement pour les artistes décorateurs, et forme alors, et jusque dans les années 1960, des ensembliers, ou architectes décorateurs, avec un diplôme intermédiaire facultatif, le Certificat d’aptitudes professionnelles (CAP) de plans de meubles. En 1956, la déclaration aux services de l’enseignement technique du ministère de l’éducation nationale déclare que la profession à laquelle l’établissement prépare est celle de « décorateur-ensemblier ».
Dès le début du projet pédagogique du CAT, l’enseignement mêle technique et conception, où la culture générale tient une place égale à la maîtrise des outils.
Le CAT voit passer Bernard Durussel, Geneviève Pons et Michel Arnoult (1946), Pierre Paulin (1950), André Paccard (1951), Janine Abraham (1952), Robert Dal Sasso (1959), etc.
En 1962, arrive à la direction de l’école Henri Malvaux, ancien élève de l’ENSAD, directeur de l’école des beaux-arts de Bourges, qui va transformer la pédagogie, pour arriver à un « diplôme d’architecte d’intérieur créateur de modèles », où les compétences larges des ensembliers se scindent en deux spécialités : le design et l’architecture intérieure. Jacques Dumont, Marcel Gascoin ou Étienne Fermigier seront de la nouvelle équipe pédagogique, des profils qui éloignent progressivement la formation de sa dimension « de style », qui reste cependant légataire de la tradition des arts décoratifs.
En 1966, les cours dits de « décoration intérieure de style et contemporain » se nomment désormais « cours d’architecture intérieure ».
Cinq ans après la formation du syndicat des créateurs d’architecture intérieure et de modèles (CAIM), la profession s’étant désormais engagée dans une démarche de reconnaissance du titre d’architecte d’intérieur, Malvaux suit la rupture historique en abandonnant les termes de décorateur et d’ensemblier, hissant dans le même temps l’école Camondo vers l’enseignement supérieur.
En 1968, le diplôme précédemment intitulé « Diplôme supérieur de décorateur-ensemblier de l’UCAD » devient un « Diplôme d’architecture intérieure et de création de modèles ».
Dans les années 1970 et 1980, la pédagogie s’élargit avec les interventions d’Annie Tribel, Karen Hansen pour le tissage, Michel Schreiber pour le stylisme. Sortent diplômés (ou pas) de l’école Patrick Bouchain (1966), Denis Doria (1967), Philippe Starck (1971), Jean-Michel Wilmotte (1973), Patrick Rubin (1973), Marie-Christine Dorner (1984).
Créé en 1981, l’Office professionnel de qualification des architectes d’intérieur (OPQAI) reconnaît le titre délivré à l’issue des études de l’école Camondo.
En 1984, l’école s’éloigne de la sphère de l’enseignement technique, elle est officiellement reconnue « établissement d’enseignement supérieur ».
En 1987, l’école quitte la rue de Monceau pour rejoindre le 266 boulevard Raspail, Roger Fatus est alors directeur, il est suivi en 1989 par Philippe Boisselier, qui s’associe dans une direction collégiale en 1992 avec Claude Courtecuisse et Dominique Averland. Leur succède Françoise Jollant en 1994.
L’école s’oriente alors vers un équilibrage architecture intérieure vs design en faveur du design, qui perdurera durant la décennie 1990 avant que l’architecture intérieure ne redevienne le cœur de la pédagogie à l’école Camondo.
Au début des années 2000, l’école Camondo, dirigée par Pascale Boulard, connaît une crise économique, reçoit le soutien du ministère de l’enseignement supérieur et de la recherche, et s’engage à rendre compte de la qualité de son enseignement auprès des instances d’État, et à suivre les directives européennes, qui mèneront à la reconnaissance du diplôme au plus niveau, 15 ans plus tard.
Sous la direction de René-Jacques Mayer, arrivé en 2015, l’école se dédouble et se déploie à Toulon, en 2019. La reconnaissance du diplôme se trouve confirmée par la déclaration d’enseignants permanents sur le modèle des écoles nationales supérieures d’architecture (ENSA), par l’embauche d’enseignants chercheurs, par la dimension « Mastère » avec l’obligation de la production d’un mémoire pour l’obtention du diplôme, et par la création d’un département recherche, dirigé par Alexis Markovics.
L’école Camondo est emblématique de la construction du métier d’architecte d’intérieur et de l’élaboration de sa pédagogie, dans des aller-retours et des liens réciproques entre enseignement et pratique professionnelle.

## Quelques anciens élèves
- Pierre Paulin, designer
- Patrick Bouchain, architecte
- Jean-Michel Wilmotte, architecte et designer de mobilier urbain
- Patrick Rubin
- Jacques Grange (décorateur)
- Philippe Starck, designer
- Élisabeth Garouste, designer
- Jean-Louis Deniot, décorateur
- Yên Khê Luguern
- Jérôme Diamant-Berger, réalisateur
- Marie-Christine Dorner, designer
- André Paccard, décorateur[2]